# Kerlouan
Kerlouan är en kommun i departementet Finistère i regionen Bretagne i västra Frankrike. Kommunen ligger i kantonen Lesneven som tillhör arrondissementet Brest. År 2022 hade Kerlouan 2 028 invånare.

## Befolkningsutveckling
Antalet invånare i kommunen Kerlouan
Referens:INSEE